# 2008年夏季奥林匹克运动会中国垒球队
壘球常作为女子和儿童团体球类运动项目。中国女子垒球队自1996年亚特兰大奥运会开始参加了之后的历次奥运垒球比赛，1996年的奧運中取得的銀牌为至今最好成績。

## 人员构成
球員名單為：吕伟、于汇莉、李琪、潘霞、郭佳、于燕宏、孙莉、吴迪、黎春霞、谭瑛、张丽芳、周怡、张爱、辛敏红、雷东辉；领队為江秀云，教练员有王丽红、陶桦、黄维刚、罗哈斯，管理是杨旭，医生為王苍松。

## 比赛成绩
| 预赛/第03场 时间:8月12日17:00 | 中国/:/荷兰 |

| 预赛/第05场 时间:8月13日9:30 | 中国/:/委内瑞拉 |

| 预赛/第9场 时间:8月14日9:30 | 中国/:/澳大利亚 |

| 预赛/第13场 时间:8月15日9:30 | 中国/:/加拿大 |

| 预赛/第17场 时间:8月16日9:30 | 日本/:/中国 |

| 预赛/第17场 时间:8月17日09:30 | 中华台北/:/中国 |

| 预赛/第03场 时间:8月18日12:00 | 中国/:/美国 |